# Machmeter

Zeichnung eines Machmeters, das die Mach-Zahl (englisch Mach-Number) 0,83 anzeigt

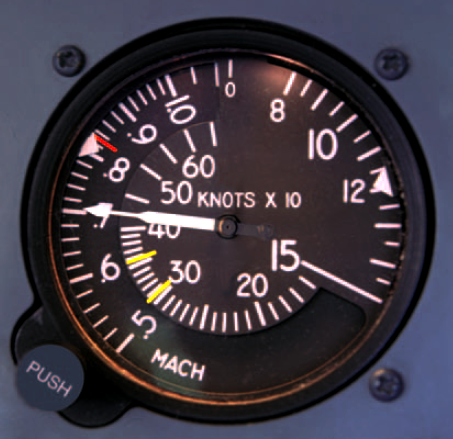
Machmeter in Kombination mit einem Fahrtmesser. Es ist gut zu sehen, dass die Machmeter-Skala unterhalb der TAS-Skala verschiebbar bzw. verdrehbar angeordnet ist. Dadurch ist gewährleistet, dass die aktuelle Mach-Zahl und TAS-Geschwindigkeit korrelieren und mit einem Zeiger angezeigt werden können. Der weiße Dreieckpfeil links zeigt die normale Reisefluggeschwindigkeit, der rote Strich knapp darüber die M_{MO}. (Nebenbei kann bemerkt werden, dass sich "M1,00" auf der Machmeter-Skala deckungsgleich mit "600 kn" auf der TAS-Skala gegenüber stehen, was unter Standardbedingungen einer Flughöhe von knapp 26.000 ft (≈ 7.900 m) entspricht.)

Ein Machmeter ist ein pitot-statisches Fluginstrument, das das Verhältnis von wahrer Fluggeschwindigkeit TAS (englisch True Airspeed) zur Schallgeschwindigkeit angibt. Dieses Verhältnis ist eine Größe der Dimension Zahl, Mach-Zahl genannt. Auf einem Machmeter wird die Mach-Zahl als Dezimalzahl mit Nachkommastellen dargestellt. Ein mit Schallgeschwindigkeit fliegendes Flugzeug fliegt mit der Mach-Zahl eins (Mach 1,00).
Wenn sich die Fluggeschwindigkeit der Schallgeschwindigkeit nähert, wird zuerst die kritische Machzahl erreicht, bei der zunächst an einem Teil des Flugzeuges die umgebende Luft mit Schallgeschwindigkeit strömt – meistens ist das die Flügeloberseite. Dort bilden sich Grenzschichtablösungen und Stoßwellen, die bei Flugzeugen, die nicht für diesen Geschwindigkeitsbereich konstruiert sind, die Flugstabilität durch Strömungsabrisse stark beeinträchtigen und zum Absturz führen können. Die vom Fahrtmesser in dieser Situation ermittelte Fluggeschwindigkeit relativ zur Umgebungsluft (True Airspeed) hängt vom Umgebungsdruck ab, der wiederum vom Luftdruck abhängig ist, und wäre daher weniger geeignet, die Annäherung an die Schallgeschwindigkeit verlässlich anzuzeigen, zumal die Mach-Zahl keine feste Größe ist, weil die Schallgeschwindigkeit von der Flughöhe und der dadurch bedingten Umgebungsluft-Temperatur abhängt. Die geflogene Mach-Zahl müsste somit vom Piloten erst unter Einbeziehung der aktuellen Flughöhe und Umgebungstemperatur berechnet oder aus einer Tabelle ausgelesen werden. Dies wird ihm vom Machmeter abgenommen.
Für viele Flugzeuge wird eine maximale Betriebs-Mach-Zahl MMO (englisch maximum operating Mach number) ausgewiesen. Beispielsweise beträgt die zulässige Höchstgeschwindigkeit für ein Flugzeug mit einer MMO von Mach 0,83 bei einer Flughöhe von 30.000 ft (9.144 m), in der die Schallgeschwindigkeit unter Standardbedingungen den Wert 1093 km/h hat, 907 km/h.
Ältere mechanische Machmeter verwenden ein Aneroid, das den pitot-statischen Druck in die Mach-Zahl umsetzt. Moderne elektronische Machmeter berechnen die Umsetzung zum Machmeter-Wert aus Luftdruckwerten.
Das Machmeter ist nach dem tschechisch-österreichischem Physiker Ernst Mach benannt.